# Sabcé (departamento)
Sabcé é um departamento ou comuna da província de Bam no Burkina Faso. A sua capital é a cidade de Sabcé.
Em 1 de julho de 2018 tinha uma população estimada em 31792 habitantes.